# 지포스 FX 시리즈
지포스 FX(GeForce FX) 또는 "지포스 5" 시리즈(암호명 NV30)는 제조사 엔비디아의 그래픽 처리 장치 라인이다.

## 개요
엔비디아의 지포스 FX 시리즈는 지포스 라인의 5세대이다. 지포스 3와 함께 엔비디아는 마이크로소프트의 DirectX 8.0 출시에 맞춰 프로그래머블 셰이더 기능을 3D 아키텍처에 도입했다. 지포스 4 Ti는 지포스 3 기술을 개선한 것이었다. 실시간 3D 그래픽스 기술이 지속적으로 발전함에 따라 DirectX 9.0의 출현은 셰이더 모델 2.0의 등장과 함께 프로그래머블 파이프라인 기술을 더욱 세련되게 만들었다. 지포스 FX 시리즈는 엔비디아의 1세대 Direct3D 9 호환 하드웨어이다.
이 시리즈는 TSMC의 130 nm 제조 공정으로 제작되었다. 셰이더 모델 2.0/2.0A와 호환되어 복잡한 셰이더/프래그먼트 프로그램에서 더 많은 유연성과 훨씬 높은 산술 정밀도를 허용한다. DDR2, GDDR2, GDDR3를 포함한 여러 새로운 메모리 기술을 지원하며 엔비디아의 128비트보다 넓은 메모리 데이터 버스를 처음 구현한 것이다. 이방성 필터링 구현은 이전 엔비디아 설계보다 잠재적으로 더 높은 품질을 가진다. 안티앨리어싱 방법이 개선되었고 지포스 4에 비해 추가 모드를 사용할 수 있다. 메모리 대역폭 및 필레이트 최적화 메커니즘이 개선되었다. 시리즈의 일부 모델은 Z-버퍼/스텐실 전용 패스에서 이중 필레이트를 제공한다.
이 시리즈는 또한 지포스 4 MX에서 처음 배치된 비디오 처리 엔진(VPE) 형태로 엔비디아의 비디오 처리 하드웨어에 개선을 가져왔다. 이전 엔비디아 GPU에 비해 주요 추가 사항은 픽셀당 비디오 디인터레이스였다.
지포스 FX의 초기 버전(5800)은 대형 듀얼 슬롯 쿨러를 장착한 최초의 카드 중 하나였다. "플로우 FX(Flow FX)"라고 불리는 이 쿨러는 ATI의 9700 시리즈에 장착된 작고 단일 슬롯 쿨러에 비해 매우 컸다. 높은 팬 소음 때문에 농담조로 "더스트버스터"라고 불리기도 했다.
지포스 FX의 광고 캠페인에는 컴퓨터 애니메이션 영화 파이널 환타지의 여러 베테랑들이 작업한 던(Dawn)이 등장했다. 엔비디아는 이를 "시네마틱 컴퓨팅의 새벽(The Dawn of Cinematic Computing)"이라고 홍보했다.
엔비디아는 2002년 게임 개발자 회의(GDC)에서 개발자들이 엔비디아 하드웨어에 맞춰 타이틀을 최적화하도록 동기를 부여하는 새로운 캠페인을 시작했다. 게임 패키지 외부에 엔비디아 로고를 눈에 띄게 표시하는 대가로, 엔비디아는 호환성을 위해 500가지 다른 PC 구성으로 테스트하는 동유럽의 최첨단 테스트 랩에 무료 액세스를 제공했다. 개발자들은 또한 엔비디아 엔지니어들과 광범위하게 접촉할 수 있었고, 이들은 엔비디아 제품에 최적화된 코드를 생산하는 데 도움을 주었다.
NV30 프로젝트에 기반한 하드웨어는 ATI가 경쟁 DirectX 9 아키텍처를 출시한 지 몇 달 후인 2002년 말에야 출시되었다.

## 전반적인 성능

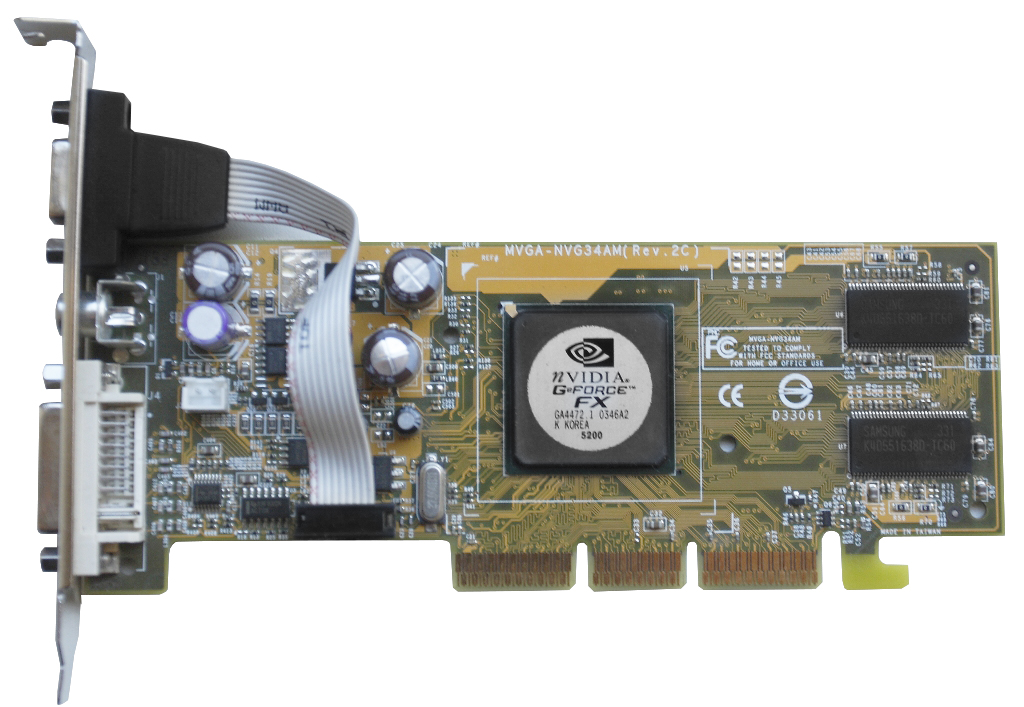
지포스 FX 5200

지포스 FX는 DirectX 7, 8, 9 소프트웨어를 염두에 두고 설계된 아키텍처이다. DirectX 7 및 8에서 지포스 FX의 성능은 일반적으로 칩의 주류 버전에서 ATI의 경쟁 제품과 동등했으며, 5900 및 5950 모델의 경우 다소 빨랐지만, 주로 DirectX 9 기능을 사용하는 소프트웨어에서는 전체 범위에서 경쟁력이 훨씬 떨어진다.
셰이더 모델 2 프로그램을 처리하는 데 있어 지포스 FX의 약한 성능은 여러 요인으로 인해 발생한다. NV3x 설계는 경쟁사보다 전반적인 병렬 처리 및 계산 처리량이 적다. 지포스 6 및 ATI 라데온 R300 시리즈에 비해 아키텍처의 약점과 그로 인한 최적화된 픽셀 셰이더 코드에 대한 높은 의존성으로 인해 아키텍처로 높은 효율성을 달성하기가 더 어렵다. 아키텍처는 DirectX 9 사양을 전반적으로 준수했지만, 표준에서 요구하는 최소 24비트보다 적은 16비트 셰이더 코드의 성능에 최적화되었다. 32비트 셰이더 코드를 사용하면 아키텍처의 성능이 심각하게 저하된다. 셰이더 코드의 적절한 명령 순서 지정 및 명령 구성은 사용 가능한 계산 리소스를 최대한 활용하는 데 매우 중요하다.

## 하드웨어 재정비 및 다양화

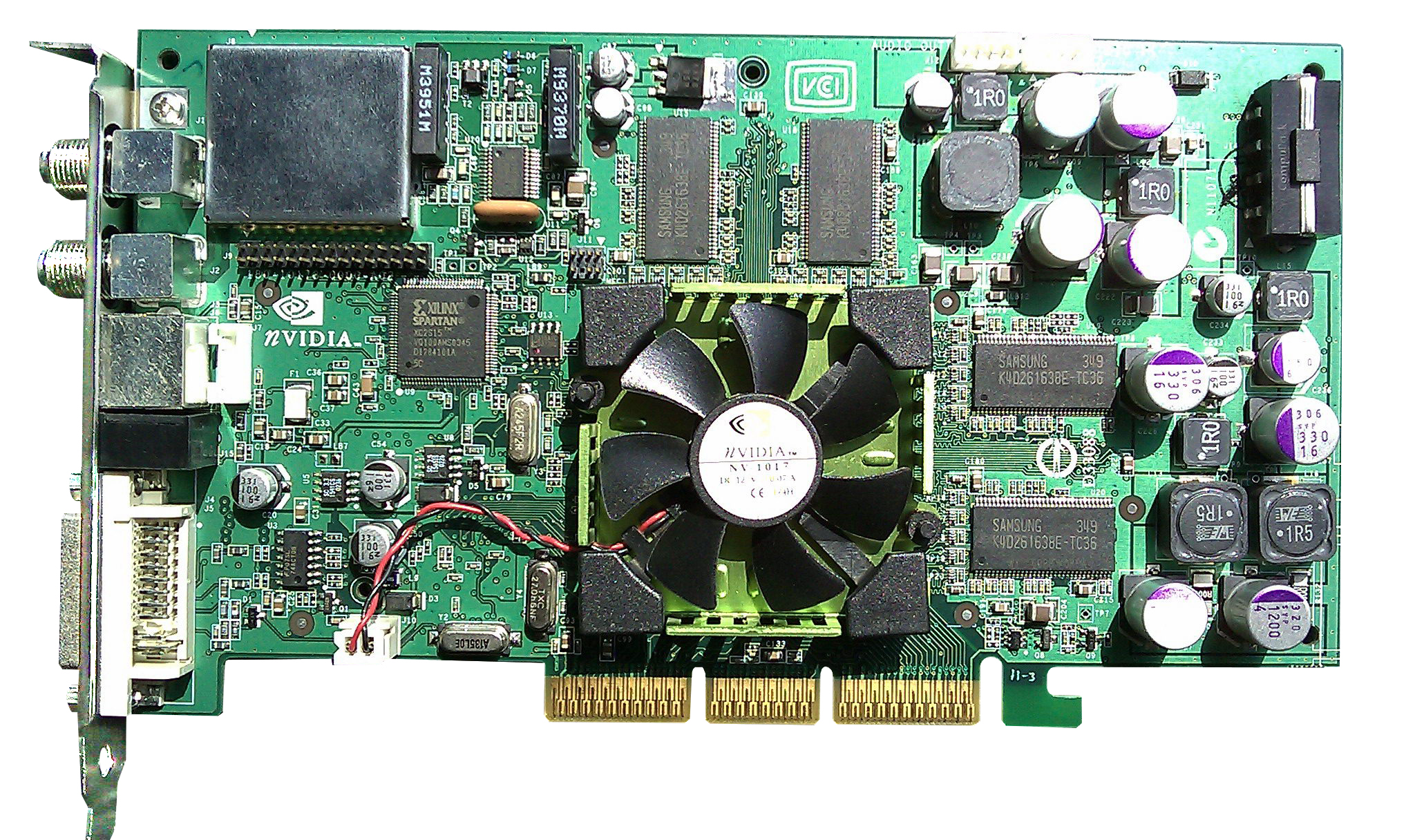
퍼스널 시네마 FX 5700

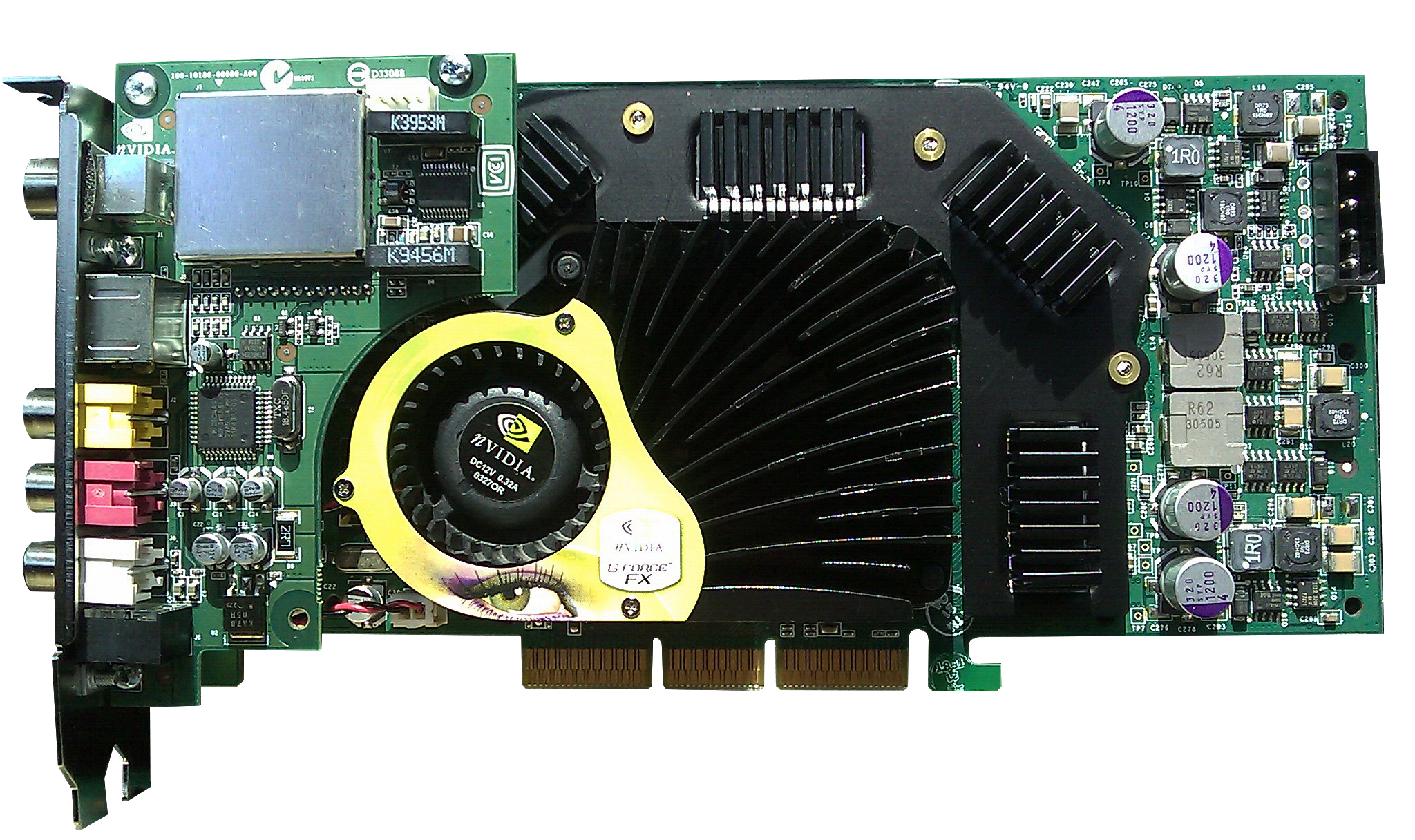
퍼스널 시네마 FX 5900 울트라

엔비디아의 초기 출시작인 지포스 FX 5800은 하이엔드 부품으로 기획되었다. 당시 시장의 다른 부문을 위한 지포스 FX 제품은 없었다. 지포스 4 MX는 보급형 그래픽 카드로 계속 사용되었고, 구형 지포스 4 Ti 카드는 미드레인지를 채웠다.
2003년 4월, 엔비디아는 다른 시장 부문을 공략하기 위해 지포스 FX 5600과 지포스 FX 5200을 출시했다. 각 모델에는 "울트라" 변형과 더 느린 보급형 변형이 있었고, 모두 기존의 단일 슬롯 냉각 솔루션을 사용했다. 5600 울트라는 전반적으로 괜찮은 성능을 보였지만, 라데온 9600 프로보다 느리고 때로는 지포스 4 Ti 시리즈보다도 느렸다. FX 5200은 일부 벤치마크에서 DirectX 7.0 세대의 지포스 4 MX440이나 라데온 9000 프로만큼 성능이 좋지 않았다.
2003년 5월, 엔비디아는 판매량이 적고 실망스러웠던 FX 5800을 대체할 새로운 하이엔드 제품인 지포스 FX 5900 울트라를 출시했다. 단종된 NV30의 DirectX 9 단점을 일부 개선한 NV35라는 수정된 GPU를 기반으로 한 이 제품은 라데온 9700 및 9800과 더 경쟁력이 있었다. GPU의 일부를 재설계하는 것 외에도, 엔비디아는 256비트 메모리 데이터 버스로 전환하여 DDR2 대신 더 일반적인 DDR SDRAM을 사용하더라도 5800보다 훨씬 높은 메모리 대역폭을 가능하게 했다. 5900 울트라는 셰이더 모델 2를 많이 사용하지 않는 게임에서 라데온 9800 프로보다 다소 나은 성능을 보였고, 5800보다 더 조용한 냉각 시스템을 갖추고 있었다.
2003년 10월, 엔비디아는 지포스 FX 5700과 지포스 FX 5950을 출시했다. 5700은 NV35 기술을 사용한 NV36 GPU 기반의 미드레인지 카드였고, 5950은 NV35 GPU를 다시 사용했지만 클럭 속도가 더 높은 하이엔드 카드였다. 5950은 또한 5800의 FlowFX 쿨러의 재설계 버전을 특징으로 했는데, 이번에는 더 크고 느린 팬을 사용하여 훨씬 더 조용하게 작동했다. 5700은 셰이더 모델 2의 가벼운 사용에 한정된 게임에서 라데온 9600 XT와 강력한 경쟁을 제공했다. 5950은 픽셀 셰이더 사용이 적은 한 라데온 9800 XT와 경쟁할 수 있었다.
2003년 12월, 엔비디아는 미드레인지 시장을 겨냥한 그래픽 카드인 지포스 FX 5900XT를 출시했다. 5900 울트라와 비슷했지만, 클럭 속도가 느리고 느린 메모리를 사용했다. 라데온 9600 XT와 더 철저하게 경쟁했지만, 일부 셰이더 집중 시나리오에서는 여전히 뒤쳐졌다.
지포스 FX 라인은 2004년 초에 PCX 5300, PCX 5750, PCX 5900, PCX 5950을 포함한 여러 모델과 함께 PCI 익스프레스로 전환되었다. 이 카드들은 모델 번호가 비슷한 AGP 전작과 거의 동일했다. PCIe 버스에서 작동하기 위해 비디오 카드에 있는 AGP-PCIe "HSI 브리지" 칩이 PCIe 신호를 GPU용 AGP 신호로 변환했다.
또한 2004년에는 NV34 GPU를 사용한 지포스 FX 5200 / 5300 시리즈에 FX 5500이라는 새로운 구성원이 추가되었다.

## 지포스 FX 모델 정보
- 모든 모델은 OpenGL 1.5 (최신 드라이버로 2.1 (소프트웨어))를 지원한다.
- 지포스 FX 시리즈는 어레이에서 정점 셰이더를 실행한다.

| 모델                        | 출시             | 암호명 | 제조 공정 (nm) | 트랜지스터 (백만) | 다이 크기 (mm2) | 버스 인터페이스   | 코어 클럭 (MHz) | 메모리 클럭 (MHz) | 코어 구성 | 필레이트      | 필레이트  | 필레이트  | 필레이트    | 메모리     | 메모리        | 메모리    | 메모리         | 성능 (GFLOPS FP32) | TDP (와트) |
| 모델                        | 출시             | 암호명 | 제조 공정 (nm) | 트랜지스터 (백만) | 다이 크기 (mm2) | 버스 인터페이스   | 코어 클럭 (MHz) | 메모리 클럭 (MHz) | 코어 구성 | MOperations/s | MPixels/s | MTexels/s | MVertices/s | 크기 (MB)  | 대역폭 (GB/s) | 버스 유형 | 버스 폭 (비트) | 성능 (GFLOPS FP32) | TDP (와트) |
| --------------------------- | ---------------- | ------ | -------------- | ----------------- | --------------- | ----------------- | --------------- | ----------------- | --------- | ------------- | --------- | --------- | ----------- | ---------- | ------------- | --------- | -------------- | ------------------ | ---------- |
| 지포스 FX 5100              | 2003년 3월       | NV34   | TSMC 150 nm    | 45                | 124             | AGP 8x            | 200             | 166               | 4:2:4:4   | 800           | 800       | 800       | 100.0       | 64 128     | 2.6           | DDR       | 64             | 12.0               | ?          |
| 지포스 FX 5200 LE           | 2003년 3월       | NV34   | TSMC 150 nm    | 45                | 124             | AGP 8x            | 250             | 166               | 4:2:4:4   | 1,000         | 1,000     | 1,000     | 125.0       | 64 128 256 | 2.6 5.3       | DDR       | 64 128         | 15.0               | ?          |
| 지포스 FX 5200              | 2003년 3월       | NV34   | TSMC 150 nm    | 45                | 124             | AGP 8x PCI        | 250             | 200               | 4:2:4:4   | 1,000         | 1,000     | 1,000     | 125.0       | 64 128 256 | 3.2 6.4       | DDR       | 64 128         | 15.0               | 21         |
| 지포스 FX 5200 울트라       | 2003년 3월 6일   | NV34   | TSMC 150 nm    | 45                | 124             | AGP 8x            | 325             | 325               | 4:2:4:4   | 1,300         | 1,300     | 1,300     | 162.5       | 64 128 256 | 10.4          | DDR       | 128            | 19.5               | 32         |
| 지포스 PCX 5300             | 2004년 3월 17일  | NV34   | TSMC 150 nm    | 45                | 124             | PCIe x16          | 250             | 166               | 4:2:4:4   | 1,000         | 1,000     | 1,000     | 125.0       | 128 256    | 2.6           | DDR       | 64             | 15.0               | 21         |
| 지포스 FX 5500              | 2004년 3월       | NV34B  | TSMC 150 nm    | 45                | 91              | AGP 8x AGP 4x PCI | 270             | 166 200           | 4:2:4:4   | 1,080         | 1,080     | 1,080     | 135.0       | 64 128 256 | 5.3 6.4       | DDR       | 128            | 16.2               | ?          |
| 지포스 FX 5600 XT           | 2003년 10월      | NV31   | TSMC 130 nm    | 80                | 121             | AGP 8x            | 235             | 200               | 4:2:4:4   | 940           | 940       | 940       | 117.5       | 64 128     | 3.2 6.4       | DDR       | 64 128         | 14.1               | ?          |
| 지포스 FX 5600              | 2003년 3월       | NV31   | TSMC 130 nm    | 80                | 121             | AGP 8x PCI        | 325             | 275               | 4:2:4:4   | 1,300         | 1,300     | 1,300     | 162.5       | 64 128 256 | 8.8           | DDR       | 128            | 19.5               | 25         |
| 지포스 FX 5600 울트라       | 2003년 3월 6일   | NV31   | TSMC 130 nm    | 80                | 121             | AGP 8x            | 350             | 350               | 4:2:4:4   | 1,400         | 1,400     | 1,400     | 175.0       | 64 128     | 11.2          | DDR       | 128            | 21.0               | 27         |
| 지포스 FX 5600 울트라 Rev.2 | 2003년 3월 6일   | NV31   | TSMC 130 nm    | 80                | 121             | AGP 8x            | 400             | 400               | 4:2:4:4   | 1,600         | 1,600     | 1,600     | 200.0       | 64 128     | 12.8          | DDR       | 128            | 24.0               | 31         |
| 지포스 FX 5700 VE           | 2004년 9월       | NV36   | TSMC 130 nm    | 82                | 133             | AGP 8x            | 250             | 200               | 4:3:4:4   | 1000          | 1000      | 1000      | 187.5       | 128 256    | 3.2 6.4       | DDR       | 64 128         | 17.5               | 20         |
| 지포스 FX 5700 LE           | 2004년 3월       | NV36   | TSMC 130 nm    | 82                | 133             | AGP 8x PCI        | 250             | 200               | 4:3:4:4   | 1000          | 1000      | 1000      | 187.5       | 128 256    | 3.2 6.4       | DDR       | 64 128         | 17.5               | 21         |
| 지포스 FX 5700              | 2003년           | NV36   | TSMC 130 nm    | 82                | 133             | AGP 8x            | 425             | 250               | 4:3:4:4   | 1,700         | 1,700     | 1,700     | 318.7       | 128 256    | 8.0           | DDR       | 128            | 29.7               | 20         |
| 지포스 PCX 5750             | 2004년 3월 17일  | NV36   | TSMC 130 nm    | 82                | 133             | PCIe x16          | 425             | 250               | 4:3:4:4   | 1,700         | 1,700     | 1,700     | 318.7       | 128        | 8.0           | DDR       | 128            | 29.7               | 25         |
| 지포스 FX 5700 울트라       | 2003년 10월 23일 | NV36   | TSMC 130 nm    | 82                | 133             | AGP 8x            | 475             | 453               | 4:3:4:4   | 1,900         | 1,900     | 1,900     | 356.2       | 128 256    | 14.4          | GDDR2     | 128            | 33.2               | 43         |
| 지포스 FX 5700 울트라 GDDR3 | 2004년 3월 15일  | NV36   | TSMC 130 nm    | 82                | 133             | AGP 8x            | 475             | 475               | 4:3:4:4   | 1,900         | 1,900     | 1,900     | 356.2       | 128 256    | 15.2          | GDDR3     | 128            | 33.2               | 38         |
| 지포스 FX 5800              | 2003년 1월 27일  | NV30   | TSMC 130 nm    | 125               | 199             | AGP 8x            | 400             | 400               | 4:2:8:4   | 1,600         | 1,600     | 3,200     | 300.0       | 128        | 12.8          | GDDR2     | 128            | 24.0               | 55         |
| 지포스 FX 5800 울트라       | 2003년 1월 27일  | NV30   | TSMC 130 nm    | 125               | 199             | AGP 8x            | 500             | 500               | 4:2:8:4   | 2,000         | 2,000     | 4,000     | 375.0       | 128        | 16.0          | GDDR2     | 128            | 30.0               | 66         |
| 지포스 FX 5900 ZT           | 2003년 12월 15일 | NV35   | TSMC 130 nm    | 135               | 207             | AGP 8x            | 325             | 350               | 4:3:8:4   | 1,300         | 1,300     | 2,600     | 243.7       | 128        | 22.4          | DDR       | 256            | 22.7               | ?          |
| 지포스 FX 5900 XT           | 2003년 12월 15일 | NV35   | TSMC 130 nm    | 135               | 207             | AGP 8x            | 390             | 350               | 4:3:8:4   | 1,600         | 1,600     | 3,200     | 300.0       | 128        | 22.4          | DDR       | 256            | 27.3               | 48         |
| 지포스 FX 5900              | 2003년 5월       | NV35   | TSMC 130 nm    | 135               | 207             | AGP 8x            | 400             | 425               | 4:3:8:4   | 1,600         | 1,600     | 3,200     | 300.0       | 128        | 27.2          | DDR       | 256            | 28.0               | 55         |
| 지포스 FX 5900 울트라       | 2003년 5월 12일  | NV35   | TSMC 130 nm    | 135               | 207             | AGP 8x            | 450             | 425               | 4:3:8:4   | 1,800         | 1,800     | 3,600     | 337.5       | 128 256    | 27.2          | DDR       | 256            | 31.5               | 65         |
| 지포스 PCX 5900             | 2004년 3월 17일  | NV35   | TSMC 130 nm    | 135               | 207             | PCIe x16          | 350             | 275               | 4:3:8:4   | 1,400         | 1,400     | 2,800     | 262.5       | 128 256    | 17.6          | DDR       | 256            | 24.5               | 49         |
| 지포스 FX 5950 울트라       | 2003년 10월 23일 | NV38   | TSMC 130 nm    | 135               | 207             | AGP 8x            | 475             | 475               | 4:3:8:4   | 1,900         | 1,900     | 3,800     | 356.2       | 256        | 30.4          | DDR       | 256            | 33.2               | 83         |
| 지포스 PCX 5950             | 2004년 2월 17일  | NV38   | TSMC 130 nm    | 135               | 207             | PCIe x16          | 475             | 425               | 4:3:8:4   | 1,900         | 1,900     | 3,800     | 356.2       | 256        | 27.2          | GDDR3     | 256            | 33.2               | 83         |
| 모델                        | 출시             | 암호명 | 제조 공정 (nm) | 트랜지스터 (백만) | 다이 크기 (mm2) | 버스 인터페이스   | 코어 클럭 (MHz) | 메모리 클럭 (MHz) | 코어 구성 | 필레이트      | 필레이트  | 필레이트  | 필레이트    | 메모리     | 메모리        | 메모리    | 메모리         | 성능 (GFLOPS FP32) | TDP (와트) |
| 모델                        | 출시             | 암호명 | 제조 공정 (nm) | 트랜지스터 (백만) | 다이 크기 (mm2) | 버스 인터페이스   | 코어 클럭 (MHz) | 메모리 클럭 (MHz) | 코어 구성 | MOperations/s | MPixels/s | MTexels/s | MVertices/s | 크기 (MB)  | 대역폭 (GB/s) | 버스 유형 | 버스 폭 (비트) | 성능 (GFLOPS FP32) | TDP (와트) |

1. 1 2  픽셀 셰이더: 정점 셰이더: 텍스처 매핑 유닛: 렌더 출력 장치

### 지포스 FX Go 5 (Go 5xxx) 시리즈
노트북 아키텍처용 지포스 FX Go 5 시리즈.
- 1 정점 셰이더: 픽셀 셰이더: 텍스처 매핑 유닛: 렌더 출력 장치
- * 지포스 FX 시리즈는 어레이에서 정점 셰이더를 실행한다.
- ** 지포스 FX 시리즈는 제한적인 OpenGL 2.1 지원을 한다(마지막 Windows XP 드라이버인 175.19와 함께).

| 모델               | 출시           | 암호명 | 제조 공정 (nm) | 버스 인터페이스 | 코어 클럭 (MHz) | 메모리 클럭 (MHz) | 코어 구성1 | 필레이트    | 필레이트      | 메모리    | 메모리        | 메모리    | 메모리         | 지원 API 버전 | 지원 API 버전 | 지원 API 버전         | TDP (와트) |
| 모델               | 출시           | 암호명 | 제조 공정 (nm) | 버스 인터페이스 | 코어 클럭 (MHz) | 메모리 클럭 (MHz) | 코어 구성1 | 픽셀 (GP/s) | 텍스처 (GT/s) | 크기 (MB) | 대역폭 (GB/s) | 버스 유형 | 버스 폭 (비트) | Direct3D      | OpenGL        | OpenGL                | TDP (와트) |
| 모델               | 출시           | 암호명 | 제조 공정 (nm) | 버스 인터페이스 | 코어 클럭 (MHz) | 메모리 클럭 (MHz) | 코어 구성1 | 픽셀 (GP/s) | 텍스처 (GT/s) | 크기 (MB) | 대역폭 (GB/s) | 버스 유형 | 버스 폭 (비트) | Direct3D      | 하드웨어      | 드라이버 (소프트웨어) | TDP (와트) |
| ------------------ | -------------- | ------ | -------------- | --------------- | --------------- | ----------------- | ---------- | ----------- | ------------- | --------- | ------------- | --------- | -------------- | ------------- | ------------- | --------------------- | ---------- |
| 지포스 FX Go 5100* | 2003년 3월     | NV34M  | 150            | AGP 8x          | 200             | 400               | 4:2:4:4    | 0.8         | 0.8           | 64        | 3.2           | DDR       | 64             | 9.0           | 1.5           | 2.1**                 | 알 수 없음 |
| 지포스 FX Go 5500* | 2003년 3월     | NV34M  | 150            | AGP 8x          | 300             | 600               | 4:2:4:4    | 1.2         | 1.2           | 32 64     | 9.6           | DDR       | 128            | 9.0           | 1.5           | 2.1**                 | 알 수 없음 |
| 지포스 FX Go 5600* | 2003년 3월     | NV31M  | 130            | AGP 8x          | 350             | 600               | 4:2:4:4    | 1.4         | 1.4           | 32        | 9.6           | DDR       | 128            | 9.0           | 1.5           | 2.1**                 | 알 수 없음 |
| 지포스 FX Go 5650* | 2003년 3월     | NV31M  | 130            | AGP 8x          | 350             | 600               | 4:2:4:4    | 1.4         | 1.4           | 32        | 9.6           | DDR       | 128            | 9.0           | 1.5           | 2.1**                 | 알 수 없음 |
| 지포스 FX Go 5700* | 2005년 2월 1일 | NV36M  | 130            | AGP 8x          | 450             | 550               | 4:3:4:4    | 1.8         | 1.8           | 32        | 8.8           | DDR       | 128            | 9.0           | 1.5           | 2.1**                 | 알 수 없음 |

## 지원 중단
엔비디아는 지포스 FX 시리즈에 대한 드라이버 지원을 중단했다.

### 최종 드라이버
- Windows 9x & Windows Me: 2005년 12월 21일 출시된 81.98; 다운로드;

제품 지원 목록 Windows 95/98/Me – 81.98.
- Windows 9x/Me용 드라이버 버전 81.98은 엔비디아가 이 시스템들을 위해 출시한 마지막 공식 드라이버 버전이다. 이후로 이 시스템들을 위한 새로운 공식 릴리스는 없었다.

- Windows 2000, 32비트 Windows XP & Media Center 에디션: 2008년 6월 23일 출시된 175.19; 다운로드.
  - 참고: 175.19 드라이버는 Windows 원격 데스크톱(RDP)을 손상시키는 것으로 알려져 있다.[30] 문제가 발생하기 전의 마지막 버전은 174.74이다. 이 문제는 177.83에서 해결된 것으로 보이지만, 이 버전은 지포스 FX 시리즈 그래픽 카드에서는 사용할 수 없다.[31] 또한 163.75가 지포스 FX 시리즈의 비디오 오버레이 색상 속성 조정을 올바르게 처리하는 마지막으로 알려진 좋은 드라이버라는 점도 주목할 만하다. 이후 WHQL 드라이버는 가능한 비디오 오버레이 조정 범위 전체를 처리하지 못하거나(169.21) 영향을 미 미치지 않는다(175.xx).
- Windows XP (32비트): 2008년 8월 1일 출시된 175.40; 다운로드.
- Windows Vista (32비트): 2006년 10월 17일 출시된 96.85; 다운로드;
- Windows Vista (64비트): 2006년 11월 21일 출시된 97.34; 다운로드.

Windows 2000/XP용 드라이버는 Windows Vista(및 이후 버전)에도 설치할 수 있지만, 데스크톱 컴포지팅이나 운영 체제의 에어로 효과는 지원되지 않는다.
(제품 지원 목록도 이 페이지에 있음)
Windows 95/98/Me 드라이버 아카이브

Windows XP/2000 드라이버 아카이브
- Linux/BSD/Solaris: 2008년 2월 26일 출시된 169.12; 다운로드.
  - 또한 사용 가능: 2008년 8월 19일 출시된 177.67 (베타); 다운로드.

Unix 드라이버 아카이브

## 같이 보기
- 지포스 4 시리즈
- 지포스 6 시리즈
- 지포스 7 시리즈